# マリーア・テレーザ・ディ・ボルボーネ＝ドゥエ・シチリエ
マリーア・テレーザ・ディ・ボルボーネ＝ドゥエ・シチリエ（イタリア語: Maria Teresa di Borbone-Due Sicilie, 1867年1月15日 - 1909年3月1日）は、両シチリア王国の旧王家ブルボン＝シチリア家の女性で、ドイツのホーエンツォレルン侯ヴィルヘルムの最初の妻。
ドイツ語名はマリア・テレジア・フォン・ブルボン＝ジツィーリエン（Maria Theresia von Bourbon-Sizilien）。

## 生涯
両シチリア王国最後の王フランチェスコ2世の異母弟トラーニ伯ルイジと、バイエルン公マックス・ヨーゼフの娘マティルデの間の一人娘として、両親の亡命先であるスイスのチューリッヒ、エンゲ地区の邸宅「ヴェネツィア館（Venediggut）」で生まれた。マリーア・テレーザは家族からドイツ語の愛称「メーディ（Mädi）」で呼ばれた。母方の伯母はオーストリア皇帝フランツ・ヨーゼフの皇后エリーザベトであり、マリーア・テレーザは皇帝夫妻の末娘で1歳年下の従妹であるマリー・ヴァレリー大公女とは生涯を通じて親友だった。
1889年6月27日にジグマリンゲン城において、ホーエンツォレルン＝ジグマリンゲン侯爵家の世継ぎ侯子ヴィルヘルムと結婚し、間に3人の子供をもうけた。この縁組により、ホーエンツォレルン侯家はハプスブルク家やヴィッテルスバッハ家とも親族関係を築くことが出来た。1905年、夫がホーエンツォレルン侯爵家の家督を継ぐと、マリーア・テレーザもホーエンツォレルン侯爵夫人となった。
マリーア・テレーザは長年脊髄の病気に苦しみ、医者は全て匙を投げ、気候に配慮した手厚い看護も病気を快方には向かわせなかった。おそらく多発性硬化症だったと考えられている。彼女は夏は大抵バート・テルツで過ごし、冬はカンヌへ療養に出かけた。ジグマリンゲンにある侯爵家の居城は高い位置にあるため、彼女の体に良くないとされたのである。夫ヴィルヘルムは療養先にしばしば妻を見舞い、子供たちも休暇には常に母親の元で暮らした。
マリーア・テレーザは1909年に42歳で没した。夫ヴィルヘルムは1915年、バイエルン王女アーデルグンデと再婚した。

## 子女
- アウグステ・ヴィクトリア・ヴィルヘルミーネ・アントニエ・マティルデ・ルドヴィカ・ヨゼフィーネ・マリア・エリーザベト（1890–1966） - 1913年に元ポルトガル王マヌエル2世と結婚、1939年にロベルト・ドゥグラス伯爵と再婚
- フリードリヒ・ヴィクトル・ピウス・アレクサンダー・レオポルト・カール・テオドール・フェルディナント（1891–1965） - ホーエンツォレルン侯家家長
- フランツ・ヨーゼフ・マリア・ルートヴィヒ・アントン・タッシロ（1891–1964）